# Eurico Gomes
Eurico Monteiro Gomes eller bare Eurico (født 29. september 1955 i Santa Marta de Penaguião, Portugal) er en tidligere portugisisk fodboldspiller (midterforsvarer) og senere -træner.
Eurico spillede på klubplan hos samtlige de tre største klubber i Portugal, SL Benfica, Sporting Lissabon og FC Porto. Han vandt to portugisiske mesteskaber med alle tre klubber, og pokalturneringen Taça de Portugal med både Sporting og Porto. Han sluttede karrieren af med et ophold hos Vitória Setúbal.
Eurico spillede desuden 38 kampe og scorede ét mål for Portugals landshold. Han var en del af det portugisiske hold, der nåede semifinalerne EM i 1984 i Frankrig, og spillede alle holdets fire kampe i turnerigen.
Efter at have stoppet sin aktive karriere har Eurico gjort karriere som træner. Han har blandt andet stået i spidsen for Rio Ave og Paços Ferreira.

## Titler
Primeira Liga
- 1976 og 1977 med Benfica
- 1980 og 1982 med Sporting Lissabon
- 1985 og 1986 med FC Porto

Taça de Portugal
- 1982 med Sporting Lissabon
- 1984 med FC Porto

Portugals Supercup
- 1983, 1984 og 1986 med FC Porto

Mesterholdenes Europa Cup
- 1987 med FC Porto